# Лупуєшть
Лупуєшть, Лупуєшті (рум. Lupuiești) — село у повіті Вилча в Румунії. Входить до складу комуни Рошіїле.
Село розташоване на відстані 179 км на захід від Бухареста, 44 км на південний захід від Римніку-Вилчі, 62 км на північ від Крайови.

## Населення
За даними перепису населення 2002 року у селі проживали 26 осіб, усі — румуни. Усі жителі села рідною мовою назвали румунську.